# Ivan Cesar (literat)
Ivan Cesar, hrvaški literarni zgodovinar, slovenist, urednik, prevajalec, politik, * 9. maj 1936, Beletinec (Hrvaška), † 26. november 1993.

## Življenje in delo
Magistriral je na temo strukturalne analize Potrčeve pripovedne proze, leta 1974 je doktoriral  z naslovom Poetika pripovedne proze Cirila Kosmača, in sicer na Filozofski fakulteti v Ljubljani. Zaposlil se je na oddelku za slavistiko zagrebške Filozofske fakultete, s predavanji in referati je redno sodeloval na slovenističnih simpozijih Obdobja in bil vabljen na letne Seminarje slovenskega jezika, literature in kulture.
Ukvarjal se je z južnoslovanskimi literaturami, posebno pozornost pa je posvečal slovenski literaturi, predvsem baročni pridigi, razsvetljenski poetiki, ekspresionistični pripovedi (Ivan Pregelj), socialnokritičnemu in socialističnemu realizmu, literarni avantgardi, Cirilu Kosmaču, Ivanu Cankarju, Stanku Vrazu, Ivanu Potrču idr. Svoje delo je zbral v monografijah Poetika pripovedne proze Cirila Kosmača (1981), Od riječi do znaka (1990) in v pregledu slovenske književnosti za hrvaške študente slavistike z naslovom Slovenska književnost (1991), ki ga je izdal skupaj s prof. dr. Jožetom Pogačnikom. To delo predstavlja literarnozgodovinski pregled razvoja slovenske književnosti, zlasti njene uokvirjenosti v evropsko literarno dogajanje. 
Kot izreden poznavalec tujih jezikov je veliko prevajal iz francoske in nemške, predvsem pa iz slovenske književnosti (Kosmač, Kocbek) v hrvaščino. Bil je urednik, ukvarjal se je z literarno kritiko in poezijo. V pesmih se je izražal v latinščini, zato je njegovo ime uvrščeno v svetovno antologijo latinskega jezika Carmina latina recentiora, ki je izšla leta 1975 v ZR Nemčiji. Do vstopa v politiko je na hrvaškem radiu in časopisju predstavljal slovenske novitete. Ustanovil je krščansko demokratsko stranko (HKDU – Hrvaška krščanska demokratska unija) in leta 1992 kandidiral na predsedniških volitvah.